# サルヴァトーレ・マトレカーノ
サルヴァトーレ・マトレカーノ（Salvatore Matrecano, 1970年10月5日 - ）は、イタリア・ナポリ出身の元プロサッカー選手。

## 経歴
1992年のバルセロナオリンピックでは3試合に出場した。パルマ時代にはUEFAカップウィナーズカップ、UEFAスーパーカップで優勝した。1996年からプレーしたペルージャでは主将を務めていた。

## タイトル
パルマAC
- UEFAカップウィナーズカップ（1992-93）
- UEFAスーパーカップ（1993）

イタリアU-21
- UEFA U-21欧州選手権 : 1992